# Quercus macvaughii
Quercus macvaughii — вид рослин з родини букових (Fagaceae); ендемік Західної Сьєрра-Мадре — Мексика.

## Опис
Це вічнозелене або листопадне в посуху дерево 4–10, іноді 25 метрів у висоту, іноді кущ. Менші дерева мають густу округлу крону, а великі — нерівну й відкриту крону.  Кора темно-сіра, тріщинувата. Гілочки спочатку з густим, фіолетовим, зірчасто вовнисті. Листки широко овальні або округлі, шкірясті, товсті, опуклі, 6–15 см завдовжки; верхівка тупа або округла, рідко гостра або загострена зі щетиною; основа поступово послаблюється, різко округла або злегка серцеподібна, іноді усічена; край товстий, загнутий, з 3–7 парами дрібних зубців, що закінчуються щетиною; верх темно-зелений, блискучий, майже безволосий; низ щільно вовнистий, жовтувато-білий; ніжка листка завдовжки 10–35 мм, вовниста. Чоловічі сережки 3–8 см завдовжки, малоквіткові; жіночі несуть 1 або 2 квітки. Жолуді дворічні, поодинокі або парні, майже сидячі або на ніжці 5–10 мм, завдовжки 1–2 см; чашечка 9–11 мм у діаметрі, охоплює 1/3 горіха.
Період цвітіння: квітень — травень. Період плодоношення: липень — вересень.

## Поширення й екологія
Ендемік Західної Сьєрра-Мадре — Мексика (штати Халіско, Коліма).
Цей вид мешкає на тонких скелястих ґрунтах на схилах, мезах, каньйонах і хребтах у центральній Західній Сьєрра-Мадре. Росте на висотах 1580–3100 м.

## Загрози
Мало відомостей про вплив конкретних загроз, але ймовірно це розчистка лісів та знищення середовищ існування, що триває в помірних гірських лісах Мексики.